# Mateo Tanlongo
Mateo Tanlongo (Funes, Argentina, 12 de agosto de 2003) es un futbolista argentino que juega como centrocampista en el Pafos Football Club de la Primera División de Chipre, cedido por el Sporting de Lisboa de la Primeira Liga de Portugal.

## Trayectoria

### Rosario Central
Ingresó en la cantera del C. A. Rosario Central en marzo de 2010. Tras pasar los siguientes diez años en su academia, convirtiéndose en el segundo debutante más joven del filial, el centrocampista fue promovido al primer equipo por Kily González a mediados de 2020; habiendo firmado su primer contrato profesional en junio. Una lesión de rodilla en octubre le hizo perderse dos meses. En enero de 2021 tras quedarse sin jugar en el banquillo frente a Defensa y Justicia el 2 de enero, debutó en la Copa de la Liga Profesional el 9 de enero en la derrota frente a Lanús; sustituyendo a Emmanuel Ojeda a falta de 17 minutos, con 17 años.

### Sporting de Lisboa
El 5 de enero de 2023 firmó un contrato de cuatro años con el Sporting de Lisboa en calidad de libre traspaso.

## Selección nacional
En 2019 fue seleccionado por la selección sub-16 de Argentina por el seleccionador Pablo Aimar.

### Participaciones en Copas del Mundo
| Mundial                  | Sede      | Resultado        | Partidos | Goles |
| ------------------------ | --------- | ---------------- | -------- | ----- |
| Copa Mundial Sub-20 2023 | Argentina | Octavos de final | 3        | 0     |

## Estadísticas

### Clubes
Actualizado al último partido disputado el 17 de mayo de 2024.
| Club                           | Div.          | Temporada     | Liga  | Liga  | Liga   | Copas nacionales | Copas nacionales | Copas nacionales | Copas internacionales | Copas internacionales | Copas internacionales | Total | Total | Total  |
| Club                           | Div.          | Temporada     | Part. | Goles | Asist. | Part.            | Goles            | Asist.           | Part.                 | Goles                 | Asist.                | Part. | Goles | Asist. |
| ------------------------------ | ------------- | ------------- | ----- | ----- | ------ | ---------------- | ---------------- | ---------------- | --------------------- | --------------------- | --------------------- | ----- | ----- | ------ |
| C.A. Rosario Central Argentina | 1.ª           | 2021          | 4     | 0     | 0      | 3                | 0                | 0                | —                     | —                     | —                     | 7     | 0     | 0      |
| C.A. Rosario Central Argentina | 1.ª           | 2022          | 20    | 0     | 0      | 9                | 0                | 0                | —                     | —                     | —                     | 29    | 0     | 0      |
| C.A. Rosario Central Argentina | Total club    | Total club    | 24    | 0     | 0      | 12               | 0                | 0                | 0                     | 0                     | 0                     | 36    | 0     | 0      |
| Sporting de Lisboa Portugal    | 1.ª           | 2023          | 9     | 0     | 0      | 2                | 0                | 0                | 3                     | 0                     | 0                     | 14    | 0     | 0      |
| Sporting de Lisboa Portugal    | Total club    | Total club    | 9     | 0     | 0      | 2                | 0                | 0                | 3                     | 0                     | 0                     | 14    | 0     | 0      |
| F. C. Copenhague Dinamarca     | 1.ª           | 2023          | 0     | 0     | 0      | 1                | 0                | 0                | 0                     | 0                     | 0                     | 1     | 0     | 0      |
| F. C. Copenhague Dinamarca     | Total club    | Total club    | 0     | 0     | 0      | 1                | 0                | 0                | 0                     | 0                     | 0                     | 1     | 0     | 0      |
| Rio Ave F. C. Portugal         | 1.ª           | 2024          | 12    | 0     | 1      | —                | —                | —                | —                     | —                     | —                     | 12    | 0     | 1      |
| Rio Ave F. C. Portugal         | Total club    | Total club    | 12    | 0     | 1      | 0                | 0                | 0                | 0                     | 0                     | 0                     | 12    | 0     | 1      |
| Total carrera                  | Total carrera | Total carrera | 45    | 0     | 1      | 15               | 0                | 0                | 3                     | 0                     | 0                     | 63    | 0     | 1      |